# Лєта Ілля Кузьмич
Лє́та Ілля́ Кузьми́ч (нар. 6 (20) серпня 1907  — пом. 4 січня 1970) — командир 1672-го винищувально-протитанкового артилерійського полку 1-го Українського фронту, Герой Радянського Союзу.

## Біографія
Народився 6 (за новим стилем 20) серпня 1907 року в селі Жабки (нині село Луценки Лохвицького району Полтавської області) в бідній селянській родині.
Навчався в луценківській сільськогосподарській профшколі, потім — у Полтавському сільськогосподарському технікумі і Полтавському сільськогосподарському інституті. У 1932 році з другого курсу інституту призваний в Червону армію. Закінчив Київське артилерійське училище. Учасник боїв на озері Хасан. На фронтах Німецько-радянської війни з липня 1941 року. Воював на Південно-Західному, 1-му Українському фронтах. Був важко поранений.
Бойовий шлях 1672-го винищувально-протитанкового артилерійського полку, яким командував підполковник Лєта, пройшов через визволення Лівобережної України, форсувння Дніпра, звільнення Києва, Прикарпаття, Польщі, бої в Німеччині.
У квітні 1944 року полк Лєти разом з іншими частинами отримав бойове завдання оволодіти важливим вузлом автомобільних і залізничних шляхів Чортків і розвивати наступ далі на захід. У боях за Чортків відзначився 1672-й артполк і його командир, який навіть будучи поранений продовжував управління боєм. Артилеристи Лєти в цьому бою знищили 15 танків противника. 4 квітня полк зайняв оборону на південний-захід від Чорткова. Ще не встигли як слід окопатися, як ворог чисельністю до двох батальйонів піхоти при підтримці 16 танків пішов в контратаку, намагаючись обійти полк з флангів і захопити місто. Протягом дня артилеристи відбили чотири атаки. Підполковник Лєта на милицях продовжував керувати боєм.
Під час нічних сутичок гітлерівці підходили на 20-25 метрів до гармат, але кожен раз артилеристи примушували їх відступати. 5 квітня німці прорвалися на західну околицю міста, але знову ж під вогнем артилеристів змушені були відступити. За дві доби підрозділи 1672-й артилерійського полку відбили вісім контратак, знищили 3 танка, 2 бронетранспортери, 2 автомашини, 13 кулеметів, близько 250 солдатів і офіцерів противника, придушили вогонь десяти кулеметів і двох мінометних батарей.
Указом Президії Верховної Ради СРСР від 23 вересня 1944 року за вміле командування полком при звільненні Правобережної України і проявлені при цьому особисту мужність і героїзм підполковнику Іллі Кузьмичу Лєті було присвоєно звання Героя Радянського Союзу з врученням ордена Леніна і медалі Золота Зірка.
Після війни Ілля Кузьмич продовжував службу в ЗС СРСР. У 1946 році закінчив Вищу офіцерську артилерійську школу в Ленінграді. У 1959 році полковник Лєта звільнився в запас. Жив у Полтаві. Вів активну громадську і виховну роботу, був народним засідателем суду Київського району Полтави, депутатом районної ради.
4 січня 1970 року Ілля Кузьмич Лєта помер. Похований в Полтаві. В пам'ять про Героя в Полтаві на фасаді будинку колишнього сільськогосподарського технікуму (тепер Аграрно-економічний коледж Полтавської державної аграрної академії, вул. Сковороди, 18), в якому навчався Ілля Кузмич Лєта встановлена гранітна меморіальна дошка.

## Нагороди
- Медаль «Золота Зірка» Героя Радянського Союзу (№ 2324)
- Орден Леніна
- Два ордени Червоного Прапора
- Орден Вітчизняної війни 1-го ступеня
- Два ордени Червоної Зірки
- Орден Знак Пошани
- медалі

## Нащадки
Дочка Іллі Кузьмича — Тамара Іллівна Літа (1939 року народження) — відомий російський лікар, політик, депутат Верховної Ради Російської Федерації останнього скликання і Державної Думи Росії першого скликання. Мешкає у Волгограді. Президент Асоціації лікарів і Громадської палати Вологодської області. Заслужений лікар Росії.